# Jacques Madyol

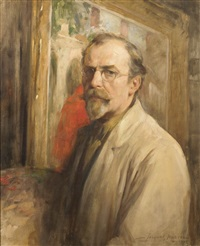
Jacques Madyol

Jacques Madyol (Ook wel: Madiol) (Elsene, 6 september 1871 – aldaar, 15 augustus 1950) was een Belgisch kunstschilder.

## Biografische gegevens en oeuvre
Madyol was de zoon van kunstschilder Adriaan-Jan Madiol (Groningen, ca. 1845 – Sint-Lambrechts-Woluwe, 1892).
Hij was leerling aan de Academie voor Schone Kunsten in Brussel van 1893 tot 1897 (bij Joseph Stallaert). Hij was er een studiegenoot van Jef Dutillieu, Charles-Louis Voets, Lucien Rion, Emile Bulcke en Philippe Swyncop. Madyol nam deel aan de voorbereidende wedstrijden voor de Prijs van Rome voor schilderkunst in 1895, 1898 en 1901.
Hij schilderde figuren (voorkeur voor zigeunertypes), portretten, genretaferelen, landschappen (voorkeur voor de Woluwevallei en de Azurenkust). Onder zijn portretten waren die van Koning Albert I, Koningin Elisabeth als verpleegster en van de Belgische generaals uit de Eerste Wereldoorlog. In opdracht van een mecenas, Graaf Cavens schilderde hij tussen 1905 en 1912 zo’n 50 werken rond de Slag bij Waterloo: locaties van de veldslag, portretten van Blücher, Napoleon en Wellington, militaire uniformen gedragen tijdens de slag. Door deze opdrachten draagt hij de stempel van "militaire schilder".
Hij was medestichter van de kunstenaarsvereniging Le Labeur (1896).
Madyol woonde in de Troonstraat 210 in Brussel.

## Tentoonstellingen
- 1907, Brussel, Driejaarlijks Salon : Portret van Mevrouw N.-A.
- 1960, Schaarbeek, Gemeentehuis (retrospectieve)

## Musea
- Antwerpen, Vleeshuis
- Brussel, Museum van het Leger en de Krijgsgeschiedenis
- Boekarest

en verder :
- Brazilië, Parlement
- Brussel, Stadhuis
- Brussel, Militaire School